# Obie Trotter
Obadiah Nelson „Obie” Trotter (ur. 9 lutego 1984 w Foley) – amerykański koszykarz występujący na pozycjach rozgrywającego oraz rzucającego obrońcy, posiadający także węgierskie obywatelstwo, od 2022 zawodnik Höttur Egilsstadir.
30 sierpnia 2016 został zawodnikiem Polskiego Cukru Toruń. Początek rozgrywek 2017/2018 spędził w rumuńskim CSM Oradea.
7 stycznia 2018 podpisał umowę z Treflem Sopot. 29 czerwca zawarł kontrakt z Rosą Radom.
19 sierpnia 2020 został po raz kolejny w karierze zawodnikiem Polskiego Cukru Toruń. 
16 marca 2021 dołączył do Benacquista Assicurazioni Latina Basket, występującego w II lidze włoskiej (A2). 21 stycznia 2022 zawarł umowę ze słowackim BK Levicki Patrioti Levice. 6 marca 2022 podpisał kontrakt z hiszpańskim CB Lucentum Alicante.

## Osiągnięcia
Stan na 5 grudnia 2023, na podstawie, o ile nie zaznaczono inaczej.
NCAA
- Uczestnik turnieju NCAA (2005)
- Mistrz:
  - turnieju konferencji Southwestern Athletic (SWAC – 2005)
  - sezonu regularnego SWAC (2005)
- Zawodnik roku konferencji SWAC (2005)[11]
- MVP turnieju SWAC (2005)
- Obrońca Roku SWAC (2005, 2006)
- Zaliczony do:
  - I składu:
    - konferencji SWAC (2004, 2005)
    - defensywnego konferencji SWAC (2005–2006)
    - turnieju SWAC (2004, 2005)

  - II składu SWAC (2006)
- Lider:
  - w przechwytach:
    - NCAA (2005)[12]
    - SWAC (2004, 2005, 2006)

  - SWAC w:
    - średniej asyst (2006)
    - liczbie:
      - celnych (169) i oddanych (397) rzutów z gry (2005)
      - celnych (72) rzutów za 3 punkty (2005)
      - asyst (152 – 2005)

Drużynowe
- Mistrz Węgier (2011, 2012)
- Wicemistrz:
  - Finlandii (2010)
  - Polski (2017)[13]
- 4. miejsce w EuroChallenge (2012)
- Zdobywca Pucharu Węgier (2011, 2012)

Indywidualne
- MVP ligi węgierskiej (2011, 2012 według Eurobasket.com)
- Najlepszy (według Eurobasket.com):
  - obcokrajowiec ligi węgierskiej (2011)
  - zawodnik występujący na pozycji obrońcy ligi:
    - fińskiej (2010)
    - węgierskiej (2011)
    - EuroChallenge (2012)

  - zawodnik krajowy ligi węgierskiej (2012)
- Uczestnik meczu gwiazd ligi węgierskiej (2011)
- Zaliczony do (przez Eurobasket.com):
  - I składu:
    - EuroChalenge (2012)
    - EuroChallenge All-Europeans Team (2012)
    - zawodników krajowych ligi węgierskiej (2012)
    - ligi:
      - fińskiej (2010)
      - węgierskiej (2011, 2012)

    - obcokrajowców ligi:
      - fińskiej (2010)
      - węgierskiej (2011)

    - defensywnego ligi węgierskiej (2011, 2012)

  - III składu PLK (2017 według dziennikarzy)[14]
- Lider EBL w asystach (2019)

Reprezentacja
- Uczestnik kwalifikacji do Eurobasketu (2011/2012, 2014)